# Nemesvita, Veszprém
Nemesvita  este un sat în districtul Tapolca, județul Veszprém, Ungaria, având o populație de 348 de locuitori (2011). 

## Demografie
Componența etnică a satului Nemesvita
     Maghiari (96,2%)
     Germani (2,22%)
     Romi (1,58%)
Componența confesională a satului Nemesvita
     Romano-catolici (75,57%)
     Fără religie (4,02%)
     Reformați (3,45%)
     Necunoscută (16,95%)
Conform recensământului din 2011, satul Nemesvita avea 348 de locuitori. Din punct de vedere etnic, majoritatea locuitorilor (96,2%) erau maghiari, existând și minorități de germani (2,22%) și romi (1,58%).  Din punct de vedere confesional, majoritatea locuitorilor (75,57%) erau romano-catolici, existând și minorități de persoane fără religie (4,02%) și reformați (3,45%). Pentru 16,95% din locuitori nu este cunoscută apartenența confesională.